# Quinquereem

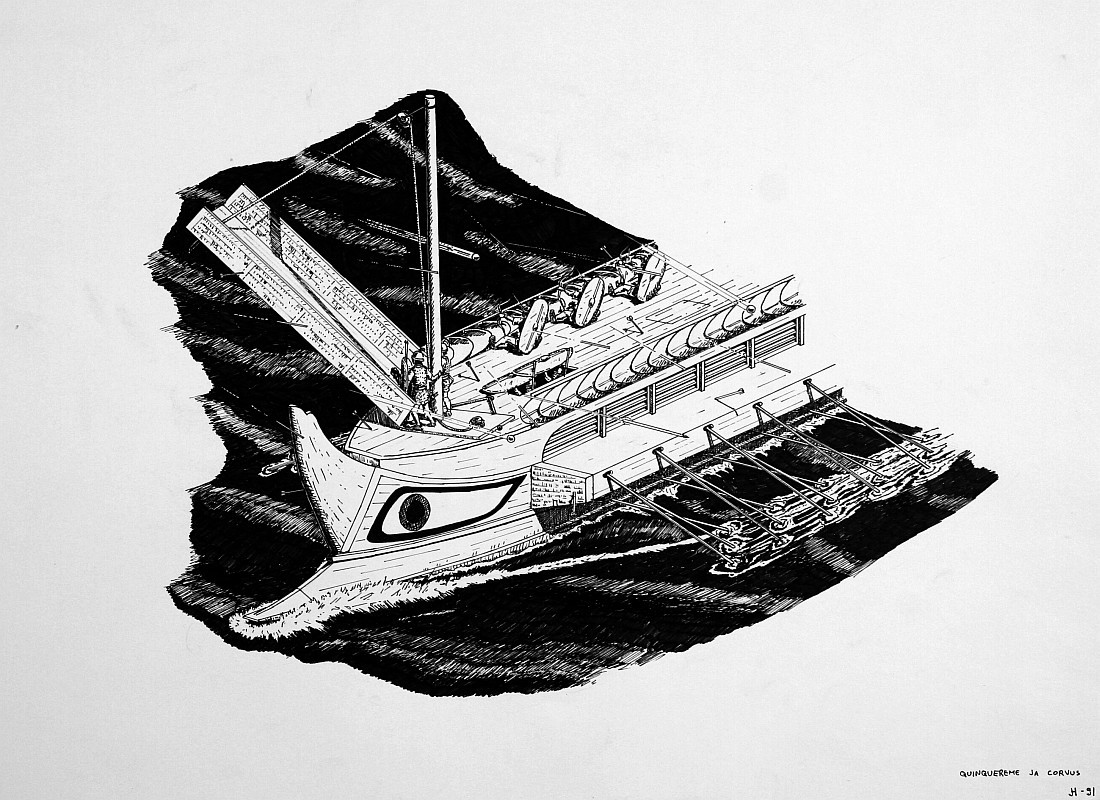
Quinquereem

Een quinquereem (Lat. quinqueremis [navis], van quinque = "vijf" en remus = "riemen") of penterikon (Oud-Grieks) is een antiek militair roeischip, waarbij vijf rijen roeiers een eenheid vormden.
Over hoeveel roeibanken de roeiers verdeeld waren, blijft onderwerp van discussie onder geleerden, daar er maar weinig omschrijvingen door antieke auteurs en afbeeldingen van quinqueremen zijn overgeleverd. Men is het tegenwoordig wel eens dat het niet meer dan drie roeibanken geweest kunnen zijn, daar een schip met vijf roeibanken praktisch onvaarbaar is. Waarschijnlijk hadden de meeste quinqueremen drie roeibanken waarbij zoals een trireem, waarbij twee plaatsen dubbel bezet waren. Het is echter niet ondenkbaar dat er ook quinqueremen geweest zijn met een of twee roeibanken.
Quinqueremen werden waarschijnlijk in de 4e eeuw v.Chr. door de Carthagers of Dionysios I van Syracuse ontwikkeld. In de hellenistische koninkrijken ontstonden nadien nog grotere scheepstypen met zes tot tien roeiriemen per eenheid, die echter niet in groten getale ingezet werden.
Quinqueremen waren (afgezien van enkele vlaggenschepen) de grootste oorlogsschepen van de Carthagers en werden ook in de Punische oorlogen ingezet.
Ook de Romeinen bouwden quinqueremen, waarvan de eerste naar Carthaags voorbeeld.

## Referentie
- J.S. Morrison - J.F. Coates, Greek and Roman oared warships, Oxford, 1996. ISBN 0900188073